# Santa Rita (Maranhão)
Santa Rita é um município brasileiro do estado do Maranhão. Localiza-se a uma latitude 03º08'37" sul e a uma longitude 44º19'33" oeste, estando a uma altitude de 28 metros. Sua população é de 35.364 habitantes. segundo estimativa do IBGE em 2014. Possui área de 706,38 km².
O principal produto do município é a farinha de mandioca. Por isso é conhecida como a terra da farinha maranhense.

## História
A fundação do povoado que deu origem ao município de Santa Rita é atribuído ao capitão de infantaria Raimundo Henrique Viana de Carvalho, que chegou ao lugar em 1890, acompanhado de seu irmão Antônio Carvalho e os amigos Atanásio Moraes Candido Carvalho e Artur Correa com suas respectivas famílias, ali fixando residência e fundando ali o povoado, ao qual o capitão deu nome de Santa Rita, em razão de sua devoção à santa.
Durante meio século, o povoado cresceu muito lentamente, uma vez que tanto a sua localização como as vias de comunicação disponíveis à época não eram propícias a atividades econômicas capazes de gerar riquezas e atrair fluxos migratórios. 
Com a construção da Ferrovia São Luís-Teresina em 1919, foram edificadas vilas de operários (Carema, Cajueiro e Recurso), que se tornaram povoados do atual município. A ferrovia promoveu novos fluxos de comunicação, atraiu moradores e contribuiu para o desenvolvimento do povoado. 
Na década de 1940, foi construída a da BR-135, tendo o Departamento Estadual de Estradas e Rodagem (DER) construído no local uma residência para um significativo contingente de funcionários, além de uma igreja e de uma escola para a comunidade.
Santa Rita tomou impulso, tornando-se, destacando-se na produção agrícola e como um ativo centro de comércio e prestação de serviços, despertando o desejo de emancipação em seus habitantes. Sua elevação à categoria de município ocorreu, por força da Lei nº 2159, no dia 2 de dezembro de 1961, tendo seu território sido desmembrado de Rosário.

## Geografia

### Relevo
O relevo da região de Santa Rita é composto por grandes planícies fluviais, áreas planas e baixas, cujas altitudes predominantes têm entre cinco e quinze metros. As regiões mais horizontalizadas ao nível do mar são cortadas por canais nos quais circulam águas salobras do baixo curso da bacia hidrográfica do rio Mearim. 

### Clima
O clima do município é o tropical úmido, com precipitações anuais que variam de 1.600 a 2.000 mm ao longo dos meses de janeiro a junho e estiagem de julho a dezembro. A temperatura média anual de 27°C, sendo o período mais quente de outubro a novembro.

### Vegetação
A vegetação compreende a vegetação herbácea nos campos inundados, manguezais, além da mata ciliar. e a mata de babaçu, oriunda de sucessivos desmatamentos.
Santa Rita está inserido na Área de Proteção Ambiental de Upaon-Açu-Miritiba-Alto Preguiças.

### Hidrografia
O município está inserido na bacia hidrográfica do rio Itapecuru, na região do seu baixo curso, tendo como afluentes os riachos Carema, Ipiranga (com o afluente Quebra-Coco), Careminha, Criminoso (com o afluente Nambiquim) e Andirobal.
No extremo oeste do município, encontra-se o estuário do rio Mearim. 

### Demografia
De acordo com o Censo Demográfico de 2010, 75,32% da população do município é católica romana,14,14% evangélica e 7,54% não tinha religião.
Em 2022, 52,7% da população vivia na zona rural e 47,3% na zona rural.
Em 2022, 70,7% da população era parda, 16,9% era branca e 12,4% era preta.

## Economia
O PIB do município é R$ 354.687.202 (55º maior do estado), sendo dividido entre Administração, defesa, educação e saúde públicas e seguridade social (45,68%), Demais Serviços (40,63%), Indústria (9,51%) e Agricultura (4,18%).
Na agricultura, tem destaque a produção de laranja (5ª maior do estado), além de produzir arroz, feijão, mandioca, banana, milho, dentre outros.

## Infraestrutura

### Transportes
Santa Rita é ligada pela BR-135 (já duplicada) a Bacabeira (ao norte) e Itapecuru-mim (ao sul) - povoado Entrocamento.
O município também é cortado pela Ferrovia São Luís-Teresina. O transporte de passageiros pela ferrovia já não é mais realizado desde 1991, ficando esta restrita ao transporte de cargas.

### Educação
Em 2012, Rosário tinha 58 escolas municipais e  3 escolas estaduais. O município conta apenas com faculdades privadas.

### Saúde
A Unidade Mista Maria Helena Freire é o principal estabelecimento de saúde.

## Cultura e turismo
As principais manifestações folclóricas são o bumba-meu-boi sotaque de orquestra, tambor de crioula Fé em Deus, quadrilha Os Fagulhos, dança portuguesa Encanto de Portugal, dentre outras.

Entre os atrativos turísticos estão os campos naturais e o balneário localizado no povoado Areia. Tem destaca na culinária a farinha produzida no povoado Carema, conhecida como “Farinha de Carema”.